# ادگار بازیل
ادگار بازیل (آلمانی: Edgar Basel; ۱ نوامبر ۱۹۳۰ – ۷ سپتامبر ۱۹۷۷) بوکسور اهل آلمان بود.